# René Quinton
Treść tego artykułu może nie być zgodna z zasadami neutralnego punktu widzenia,
ponieważ wydźwięk artykułu jest wysoce reklamowy - większość źródeł odnosi się do produktów, preparatów lub marek bazujących na schedzie po autorze. Brak rzetelnych zródeł dla przedstawionych informacji.
Dokładniejsze informacje o tym, co należy poprawić, być może znajdują się w dyskusji tego artykułu.
 Po wyeliminowaniu niedoskonałości należy usunąć szablon [[Szablon:Dopracować|]] z tego artykułu.
René Quinton (ur. 15 grudnia 1866 w Chaumes-en-Brie, zm. 9 lipca 1925 w Paryżu) – francuski fizjolog, przyrodnik i biolog oraz pionier lotnictwa. Rozwinął teorię dotyczącą pochodzenia i charakteru organizmów morskich, a także podobieństwa wody morskiej do płynów ustrojowych. Niezwykle popularny za życia, zarówno we Francji, jak i poza jej granicami. Odkryta przez niego plazma morska jest z powodzeniem stosowana dziś na całym świecie.

## Życie i działalność

### Początki pracy naukowej
René Quinton urodził się 15 grudnia 1866 roku w mieście Chalumeau-en-Brie (Seine-et-Marne). Był synem Marii Amyot i Paula Quintona – lekarza i burmistrza Chaumes.
Uczył się w gimnazjum Chaptal w Paryżu, gdzie kształcił się w dziedzinie nauk ścisłych. Jako młody człowiek zajął się literaturą. Pisał powieści i dramaty, biorąc sobie za wzór twórczość Gustava Flauberta. W wieku 22 lat zaczął podróżować po krajach śródziemnomorskich. Następnie powrócił do Paryża, by studiować geologię, paleontologię i biologię w Muzeum Historii Naturalnej. Przed ukończeniem 30 roku życia rozwinął teorię o morskim pochodzeniu życia, opartą na swoich obserwacjach i badaniach. Kontynuując pracę naukową odkrył, że skład i proporcje elementów zawartych w wodzie morskiej są w 98% zgodne z osoczem krwi i pozostałymi płynami ustrojowymi człowieka. Następnym krokiem było oczyszczenie wody morskiej poprzez mikrofiltrację i rozcieńczenie jej do stężenia izotonicznego, czyli tożsamego ze stężeniem osocza krwi. Otrzymany w ten sposób płyn René Quinton nazwał plazmą morską.

### Zwalczanie umieralności wśród dzieci

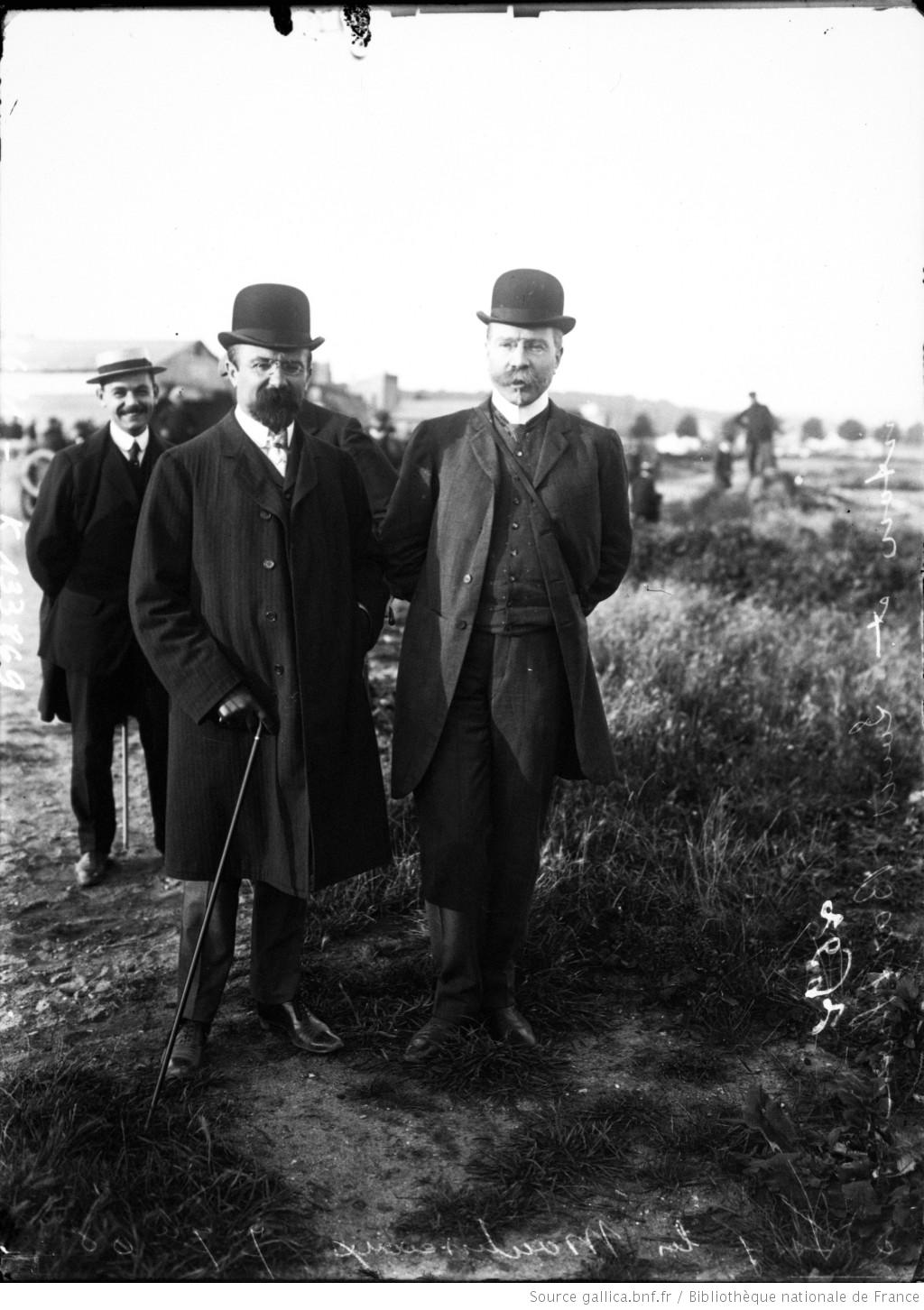
René Quintoni Louis Barthou w 1908

Od 1904 r. Quinton stosował iniekcje plazmy morskiej, które szybko zyskały niezwykłą popularność. Od 1908 r. ratowały życie tysiącom dzieci, zagrożonym śmiercią z powodu niedożywienia i rozprzestrzeniających się wówczas chorób zakaźnych. Skuteczność tych iniekcji plazmą morską sprawiła, że René Quinton stał się znanym i szanowanym naukowcem, znacząco przyczyniającym się do zmniejszenia wskaźnika umieralności dzieci we Francji i na świecie. Zastrzyki Quintona ratowały również życie ludzi bezdomnych oraz ubogich. Quinton wychodził z założenia, że większość dolegliwości ma związek z niedoborami składników odżywczych i brakiem równowagi mineralnej. Przyczyn chorób upatrywał w niepełnowartościowym pożywieniu i powszechnym wówczas niedożywieniu. Swoje wnioski oparł na praktyce – zaczął od kuracji chorych zwierząt, by następnie wraz ze współpracownikami otworzyć kliniki przyjmujące ludzi cierpiących na ówczesne liczne schorzenia, będące skutkiem niedożywienia lub zakażeń. Rezultaty w większości przypadków były spektakularne i wszystkie zostały szczegółowo udokumentowane. Opisane są niezwykłe przypadki wyleczenia dzieci, których organizm znajdował się w stanie skrajnego wycieńczenia – iniekcjami izotonicznego roztworu wody morskiej. Dzieci szybko odzyskiwały apetyt i przybierały na wadze.

### Działalność wojskowa i Krajowa Liga Lotnicza
René Quinton był założycielem Krajowej Ligi Lotniczej, która powstała we Francji około sto lat temu. Odegrała kluczową rolę w rozwoju francuskiej aeronautyki. Dziś, mało kto zdaje sobie sprawę z tego, kim był jej założyciel. Jednakże jeszcze przed swoją śmiercią w 1925 r., René Quinton był niezwykle popularny we Francji. Odgrywał czołowe role w przemyśle, wojsku, parlamencie, samorządach i ministerstwach. Był zasłużonym oficerem rezerwy, biologiem i fizjologiem, którego pasję stanowiła dodatkowo literatura.
Jak wielu przed nim, Quinton był zafascynowany możliwością wzniesienia się człowieka w powietrze. Twierdził, że powietrze to nośnik o wysokiej wytrzymałości, zdolny do przenoszenia bardzo gęstych ciał, tysiące razy gęstszych niż ono samo. Początek XX w. w Europie był czasem szybkiego rozwoju lotnictwa. W 1908 r., dzięki sterowcom Zeppelin, kwitł niemiecki przemysł lotniczy. 3 sierpnia Quinton wraz z Ernestem Archdeaconem, Paulem Painlevé, Ferberem, Renardem i kilkoma innymi osobami założyli Krajową Ligę Lotniczą. Quinton został jej przewodniczącym. Liga stawiała sobie za cel ujednolicenie całego ruchu lotniczego we Francji. Quinton oraz Krajowa Liga odgrywali kluczowe role we francuskim przemyśle lotniczym. 15 października 1908 r. ukazał się pierwszy numer „Air Magazine”. W ciągu kilku tygodni, nakład wzrósł do tysięcy egzemplarzy. W 1908 r. stworzono pierwszą Akademię Lotnictwa, mającą na celu szkolenie przyszłych pilotów. Krajowa Liga Lotnicza była jednak bezradna wobec sporu pomiędzy różnymi siłami armii. Począwszy od 1911 r. kryzys dewastował francuskie lotnictwo, niezdolne do spełnienia nadmiernie ambitnych i źle zdefiniowanych wymogów. Niemniej jednak, Quinton pozostawił po sobie znaczący ślad we francuskiej awiacji. Miał 46 lat, kiedy w 1914 r. rozpoczęła się wojna. Mimo że nie był w wieku poborowym, postanowił stanąć do walki. Cieszył się opinią świetnego oficera, „tak nieustraszonego, jak to tylko możliwe”, zyskując z czasem opinię bohatera wojennego. Na wojnie został siedmiokrotnie ranny. Po powrocie, w 1918 r. zaangażował się w upowszechnianie szybownictwa. W 1921 r., Quinton wraz z dr. Jeanem Jarricot, opublikowali 600-stronicowe sprawozdanie kliniczne, zawierające dobrze uzasadnione wskazówki dotyczące stosowania Quinton Isotonic w pediatrii. Praca nosi tytuł „Le Dispensaire Marin”. Quinton zmarł z powodu dławicy piersiowej 9 lipca 1925 r. Miał 59 lat. Wojenne rany oraz niezwykle pracowity tryb życia sprawiły, że jego organizm przedwcześnie uległ wyczerpaniu. Kiedy umierał, był u szczytu swojej kariery. Jego pogrzeb zgromadził tłumy, zarówno z Francji, jak i z całego świata. Po śmierci stracił na popularności, ale jego wynalazek – plazma morska – jest z powodzeniem stosowany po dziś dzień, zarówno we Francji, jak i poza jej granicami. W październiku 2004 r., Francuskie Ministerstwo Nauki i Szkolnictwa, świętowało 100-lecie metody Quintona, organizując światowe sympozjum na temat historycznej i obecnej metody podawania plazmy morskiej.

## Praca naukowa

### Badania dotyczące temperatury ciała organizmów żywych
W 1895 r., kiedy Quinton miał 29 lat, pewne zdarzenie nadało kierunek jego dalszym badaniom naukowym. Przebywał wówczas w Burgundii, w rodzinnej posiadłości. Pewnego razu, do domu przyniesiono żmiję. Zwierzę było odrętwiałe z zimna i nie dawało oznak życia. Pod wpływem ciepłej temperatury pomieszczenia, żmija odzyskała wigor. Obserwacja gada, który dzięki zwyczajnej zmianie temperatur odzyskał żywotność, skłoniła biologa do zastanowienia się nad kwestią idealnej, dla poszczególnych organizmów żywych, temperatury ciała. Ta prosta refleksja stała się podwaliną w budowę wielkiej teorii. Na jej podstawie, wysnuł kompletnie nowe pojmowanie ewolucji gatunków. Rygorystycznie przeprowadzone badania zainteresowały wielu naukowców. Teoria Les deux pôles foyers d’origine: origine australe de l’homme (z fr. Dwa bieguny jako początek. Południowe korzenie człowieka) sprawiła, że Étienne-Jules Marey, prezes Akademii Nauk, otworzył przed nim drzwi do swojego laboratorium w Collège de France i uwiarygodnił w środowisku naukowym. Opracowanie było dedukcją na temat temperatury ciała organizmów żywych. Quinton zawarł w swojej rozprawie rozważania na temat temperatury życia na Ziemi. Zaznaczył, że na planecie było kiedyś bardzo gorąco, a temperatura obniżała się stopniowo począwszy od biegunów. Twierdził, że życie na Ziemi pojawiło się dopiero wtedy, gdy temperatura spadła do 44 °C. Wysnuł z tego, że życie zostało zapoczątkowane na biegunach i dopiero stamtąd rozprzestrzeniło się na dalsze szerokości geograficzne, w miarę jak temperatura stawała się właściwa dla funkcjonowania organizmów żywych. Temperatura dalej jednak spadała, a bieguny pokryły się lodem. Dinozaury i gady, pierwsze duże organizmy na Ziemi, migrowały w kierunku równika, w poszukiwaniu odpowiednich warunków termicznych. Te z gadów, które przeżyły w chłodniejszych sferach klimatycznych, zapadały w sen zimowy. Kwestie, dotyczące zasad przystosowania się części gatunków do zastanych warunków klimatycznych, budziły wątpliwości naukowców. Teza Quintona była na tyle nowatorska, że przysporzyła mu miano „francuskiego Darwina”, ponieważ uzupełniała teorie tego znanego naukowca oraz Jean-Baptiste Lamarcka. Quinton zaznaczył, że niektóre gatunki, w obliczu stopniowego ochładzania się klimatu, zdołały utrzymać wysoką temperaturę ciała i prawidłowo funkcjonować. Stwierdził również, że dolna granica temperatury ciała ssaków wynosi 25 °C, a ptaków 37 °C, co spotkało się z ostrą krytyką środowisk naukowych. Zakładano wtedy, że temperatura wszystkich ssaków wynosi między 37 °C a 39 °C, a temperatura ptaków między 41 °C a 44 °C.

### Wprowadzenie do terapii morskiej
Pomimo krytyki ze strony ówczesnych naukowców, Quinton kontynuował swoje badania. Odkrył, że płyn pozakomórkowy jest niemalże identyczny ze składem wody morskiej. Francuski naukowiec zauważył, że woda morska ma w 98% identyczny skład z płynami ustrojowymi człowieka. Niedługo później spotkał francuskiego lekarza i fizjologa Etienne-Jules Marey, zajmującego się wtedy badaniami w zakresie fizjologii. Marey wykładał historię naturalną w Collège de France, był członkiem Akademii Medycyny i Akademii Nauk. Postanowił pomóc Quintonowi w jego badaniach, wprowadzając go w środowisko naukowe, a także ułatwiając kontakt z księciem Monako w sprawie badań bezkręgowców. Udostępnił mu swoje laboratorium w Collège de France i umożliwił prowadzenie pomiarów kalorymetrycznych ssaków w Jardin des Plantes. Dzięki Mareyowi, Quinton mógł rozwijać swoje badania w bardzo szybkim tempie. Otrzymał stanowisko asystenta w Laboratorium Fizjologii Patologicznej na studiach w Collège de France. Quinton podróżował po Anglii, Niemczech, Szwajcarii, Belgii i Egipcie. Wyszukiwał tam gatunki zwierząt, których obserwacja pozwalała zweryfikować jego teorię. Udowodnił, że temperatura ssaków nie mieści się wyłącznie w przedziale 37–39 °C, ale zaczyna już od 24 °C. To temperatura graniczna, jaką stwierdził u dziobaków. Wśród ptaków również są gatunki, których temperatura ciała wynosi dużo mniej niż 41 °C, mimo iż tak wówczas nauczano. Quinton twierdził, że gorączka jest manifestacją możliwości organizmu, który stara zbliżyć się do temperatury początkowej (44 °C). Tak przeprowadzona reakcja organizmu pozwala mu pokonać infekcję, poprzez wykorzystanie maksimum swoich możliwości. Organizm jest w stanie zwalczyć zakażenie, jeśli tylko nie przekroczy krytycznych 44 °C. Zbierając dowody na temat temperatury początkowej, doszedł do wniosku, że środowisko wewnętrzne organizmu potrzebuje do rozwoju również warunków chemicznych, podobnych do tych z początku istnienia.

### Odkrycie podobieństwa płynu pozakomórkowego do wody morskiej
Na początku swoich badań Quinton odkrył, że woda morska posiada 15 elementów z układu okresowego pierwiastków chemicznych (Tablicy Mendelejewa). Kontynuując badania dodał kolejne 5 elementów twierdząc, że kiedyś wszystkie pierwiastki zostaną ostatecznie włączone. Po przeprowadzeniu dodatkowych testów klinicznych, za pomocą coraz nowocześniejszych technik, biolog doszedł do wniosku, który przeczuwał od samego początku: woda morska zawiera pełen komplet pierwiastków i wartości śladowych w proporcjach, w jakich występują one w ludzkim ciele: płynach fizjologicznych, płynie pozakomórkowym, osoczu krwi, łzach, płynie mózgowo-rdzeniowym itp. Henry Doffin, profesor biologii na Uniwersytecie w Poitiers we Francji, potwierdził w 1950 r., że woda morska zawiera wszystkie pierwiastki śladowe. Doffin określił wodę morską jako „potężną płynną masę, wzbogaconą o wszystkie komórki wyodrębnione ze skał głębinowych lub dostarczane przez rzeki. Każdy jej litr jest „panatoniczny”, czyli zawiera wszystkie z istniejących elementów. Definicja Doffina otworzyła debatę i doprowadziła do powstania licznych formuł matematycznych dotyczących stężenia wody morskiej. Niedawno, naukowcy z Uniwersytetu Coral Gables (Miami, USA), zbadali kompozycję cyrkulacyjną filtrowanej wody morskiej o stężeniu hipertonicznym (Totum Sport produkowany przez Laboratories Quinton). Dokładna metoda „widma defrakcyjnego neutronu” wykazała, że badana substancja zawiera 78 elementów biodostępnych w temperaturze biologicznej. Kiedyś, sole mineralne w wodzie morskiej, nie były aż tak skoncentrowane jak w dzisiejszych czasach. Dlatego, aby uzyskać izotoniczne stężenie plazmy morskiej, rozcieńcza się filtrowaną wodę morską (w stanie naturalnym mającą stężenie hipertoniczne) nisko mineralizowaną wodą źródlaną w stosunku 29 do 71. Każdy litr wody morskiej posiada 300 milimetrów prebiotyku pochodzącego z węgla w postaci aminokwasów, cukrów, witamin itp. Jony stężone w wodzie morskiej, są naturalnymi elementami chemiczno-elektrolitycznymi, które są przekształcane przez fitoplankton i zooplankton. Większa część ludzkiego organizmu jest identyczna z kompozycją wody morskiej.

### Terapia wodą morską
Teoria René zawarta w „Eau De Mer, Milieu Organique” (Woda Morska, Organiczne Medium) z 1904 r., będąca najważniejszą z jego prac, pozwoliła mu na przeprowadzenie licznych terapii, stając się niezwykle popularna we Francji. Quinton, korzystając z plazmy morskiej (z fr. plasma de Quinton), z powodzeniem leczył wiele chorób i zakładał darmowe kliniki w rozmaitych regionach Francji. Ściśle określił sposób pozyskiwania bogatego w minerały płynu, a procedura ta stosowana jest po dziś dzień. Woda oceaniczna musi być pobierana w obszarach bogatych w fito i zooplankton zwanych vortex (wiry planktoniczne), na głębokości 20–30 metrów. Dodatkowo, musi być transportowana w schłodzonych naczyniach wykonanych ze szkła, a następnie filtrowana na zimno przez mikrofiltry i rozcieńczana do identycznej z osoczem krwi zawartości soli mineralnych. Przetwarzając wodę morską, w żadnym wypadku nie można stosować wysokich temperatur (jak w przypadku pasteryzacji), ponieważ bezpowrotnie traci się jej unikalne właściwości. Quinton twierdził, że wszystkie niezbędne dla organizmów substancje można odnaleźć właśnie w wodzie morskiej. Wykazał analogię pomiędzy wewnętrznym środowiskiem organizmu, osoczem krwi i wodą morską. Opracował metodę terapeutyczną, która cieszyła się niezwykłym zainteresowaniem i skutecznością w jego czasach i jest z powodzeniem kontynuowana po dziś dzień. Stosując plazmę morską, Quinton przywrócił zdrowie tysiącom dzieci we Francji. Leczył jedne z najgroźniejszych w tamtym czasie chorób, jak cholera czy zakażenia żołądkowo-jelitowe. Kluczowa praca autorstwa René Quintona pod tytułem „Eau De Mer, Milieu Organique” (Woda Morska, Organiczne Medium), została opublikowana w 1904 r. Publikacja poprzedzała otwarcie Laboratoriów Quinton i wejście na rynek słynnej „Plasma de Quinton” w 1905 r. W tym czasie wysiłki Quintona były skoncentrowane głównie na kuracji dzieci zagrożonych śmiercią na skutek chorób przewodu pokarmowego.
Opisane są spektakularne przypadki wyleczenia dzieci dożylnymi iniekcjami izotonicznego roztworu wody morskiej, których organizm znajdował się w stanie skrajnego wycieńczenia. Dzieci szybko odzyskiwały apetyt i przybierały na wadze. René Quinton, zachęcony tymi wynikami, postanowił otworzyć Morskie Dyspensaria. Pierwsze z nich powstało w Paryżu w 1907 r., w pobliżu dworca Montparnasse, gdzie podawano średnio 10 000 zastrzyków dziennie. Ze względu na doskonałe rezultaty, terapia morska stała się bardzo popularna. Dyspensaria powstawały w kolejnych dzielnicach Paryża oraz w innych regionach Francji, a także w Wielkiej Brytanii, Szwajcarii, Belgii, Egipcie i Stanach Zjednoczonych.

### Eksperymenty – leczenie za pomocą wody morskiej
Przeprowadzanie licznych doświadczeń było niezbędne, aby udowodnić, że woda morska rozcieńczona do roztworu izotonicznego, jest identyczna z wewnętrznym środowiskiem organizmu człowieka. W 1897 r. w laboratorium profesora Marey w „Collège de France” miało miejsce pierwsze doświadczenie. Obiektem badań został pies. Przez 8 godzin, zwierzę o wadze 10 kg dostawało dożylnie 10,4 litra wody morskiej – stanowiące 104% jego wagi. Przebieg eksperymentu okazał się pozytywny. Zabieg spowodował eliminację choroby nerek. Krew psa została całkowicie upuszczona przez tętnicę udową. Na początku, zwierzę nie przejawiało refleksu życiowego, znajdując się w stanie niemal całkowitego wykrwawienia. Podawanie wody morskiej trwało 11 minut. Refleks psa został przywrócony, a zwierzę wróciło do życia. Następnego dnia pies o imieniu Sodium był w stanie samodzielnie chodzić po całym laboratorium. Pomiędzy 1887 a 1904 r. René Quinton stosował terapię morską, zbierając przy tym cenne obserwacje, które pozwoliły mu na opracowanie własnej, autorskiej metody terapeutycznej. Korzystał z pomocy kilku młodych lekarzy-entuzjastów i wybitnych szefów klinik. Quinton rozpoczął swoją terapię w szpitalach w Paryżu, lecząc ludzi znajdujących się w stanach krytycznych. Do jego pacjentów należeli na przykład: mężczyzna chory na tyfus znajdujący się w stanie śpiączki, człowiek zatruty kwasem szczawiowym, kobieta z syfilisem, mężczyzna z marskością wątroby czy młoda kobieta wykrwawiająca się na śmierć podczas porodu... Izotoniczny roztwór wody morskiej, który już w tamtym czasie nazywany był „plazmą morską Quinton”, podawany w zastrzykach, okazywał się skuteczny w przypadkach wydawałoby się beznadziejnych, wzmacniając system odpornościowy i tym samym ratując większość znajdujących się o krok od śmierci pacjentów. Działanie immunologiczne plazmy morskiej, potwierdza część współcześnie przeprowadzanych badań. Specjalista medyczny w dziedzinie immunologii i wykładowca biotechnologii na Uniwersytecie w Alicane, Dr Jose Miguel Sempere pisze: „praca, którą przeprowadziłem wspólnie z grupą badawczą wydziału Immunologii na Uniwersytecie w Alicante, wskazuje na ważną aktywność immunologiczną produktów Quinton. Plazma morska utrzymuje system immunologiczny w stanie alarmowym”. Aby podsumować swój eksperyment, René Quinton przeniósł badania na białe krwinki, które z natury są trudne do podtrzymania przy życiu w warunkach in vitro. Biolog prowadził swoje badania na każdym z gatunków: rybach, gadach, ssakach, ptakach. We wszystkich tych przypadkach, białe krwinki zanurzone w plazmie morskiej utrzymywały oznaki normalnego życia. W badaniu przeprowadzonym niedawno, dr Jose Miguel Sempere stwierdził: „Jestem przekonany, że białe krwinki mogą pozostać przy życiu w roztworze izotonicznym Quinton nawet dłużej niż 96 godzin”.

## Dziedzictwo
Obecnie, terapia morska jest stosowana najczęściej w zakresie medycyny naturalnej. Pomimo faktu, że René Quinton pozostawił ważny ślad w medycynie z początku XX w., to jego filozoficzne koncepcje popadły na jakiś czas w zapomnienie. Dziś, przeżywają renesans ze względu na rosnące zainteresowanie medycyną holistyczną i całościowym podejściem do zdrowia człowieka. Coraz większym zainteresowaniem cieszy się tzw. medycyna komórkowa, która w odróżnieniu od konwencjonalnej, koncentruje się na funkcji organów i usuwaniu symptomów chorób przez identyfikację ich źródeł. Medycyna komórkowa (inaczej odżywianie komórkowe) zakłada, że przyczyną większości chorób są chroniczne niedobory niezbędnych składników odżywczych jak: witaminy, minerały, pierwiastki śladowe i aminokwasy. Długotrwały niedobór witamin i składników odżywczych, prowadzi do nieprawidłowej funkcji komórek organizmu, przyspieszając procesy starzenia m.in. naczyń krwionośnych. Medycyna komórkowa potrafi zidentyfikować podłoże wielu chorób i eliminować ich przyczyny, rozpoczynając od poziomu komórkowego. Odżywianie komórkowe koncentruje się na zaspokojeniu podstawowych wymagań komórek, by mogły jak najlepiej funkcjonować. Leczenie i profilaktyka chorób chronicznych i nowotworowych są skuteczne tylko wtedy, kiedy ciało zostanie prawidłowo odżywione, właśnie na poziomie komórkowym.
Najbardziej znanym komentatorem prac Quintona był André Mahé. W 1962 r. opublikował on „Tajemnicę naszych początków”, traktującą o życiu, pracy i podejściu naukowym biologa. W 1960 r. powołano w Paryżu „Stowarzyszenie René Quintona”, mające zachować i bronić dziedzictwa zasłużonego badacza. Skuteczność metod Quintona potwierdzają dziś m.in. naukowcy z Uniwersytetu w Alicante. W 2010 r. powstała Fundacja René Quintona, założona przez Joan Miquel Colla. Założeniem fundacji jest prowadzenie licznych badań nad wodą morską w celu upowszechniania i promowania terapii morskiej. Fundacja udostępnia wiele współczesnych badań naukowych, prowadzonych zarówno przez naukowców z Alicante, jak i inne ośrodki. Badania wykazują jednoznaczną skuteczność działania plazmy morskiej Quinton.
W historii medycyny klinicznej podjęto wiele starań aby udowodnić, że spożycie wody morskiej, opracowanej według protokołu René Quintona, przywraca naturalną równowagę organizmu, odżywiając i rewitalizując jego komórki. Terapia morska pozwala przeciwdziałać chorobom, zakładając, że tylko wtedy kiedy komórki organizmu funkcjonują prawidłowo, organy mogą zostać uleczone. Za pomocą terapii morskiej nie próbuje się zwalczać choroby jako takiej, ale przywraca się homeostazę ciała, które wzmocnione od wewnątrz samo skutecznie stawia opór wszelkim chorobom.

## Prace René Quintona
- Quinton, R., Injections intraveineuses d’eau de mer substituees aux injections de serum artificiel, Societe de Biologie, (1897), Paris.
- Quinton, R., Le Milieu marin organique et le serum total du sang, Societe de iologie, (1899), Paris.
- Quinton, R., Les Lois de constances originelles, Societe de Philosophie, (1907), Paris.
- Quinton, R., L-Eau de mer, milieu organique, Ed. Masson, (1904), Paris.
- Quinton, R., Maximes sur la Guerre, Grasset, coll. Les Cahiers verts, 1930.